# Jankowice Rybnickie
Jankowice Rybnickie est un village de la voïvodie de Silésie et du powiat de Rybnik. Il est le siège de la gmina de Świerklany et compte environ 3 895 habitants en 2008.